# 242830 Richardwessling
242830 Richardwessling este un asteroid din centura principală de asteroizi.

## Descriere
242830 Richardwessling este un asteroid din centura principală de asteroizi. A fost descoperit pe 21 februarie 2006 la Charleston, Illinois de Robert Holmes (astronom). Asteroidul prezintă o orbită caracterizată de o semiaxă mare de 3,07 ua, o excentricitate de 0,03 și o înclinație de 11,1° în raport cu ecliptica.